# Тензорні мережі
Тензорні мережі або тензоромережеві стани — це клас варіаційних хвильових функцій, які використовуються у вивченні квантових систем багатьох тіл.  Тензорні мережі узагальнюють стани одновимірного матричного добутку на вищі розмірностей, зберігаючи при цьому деякі їхні корисні математичні властивості. 

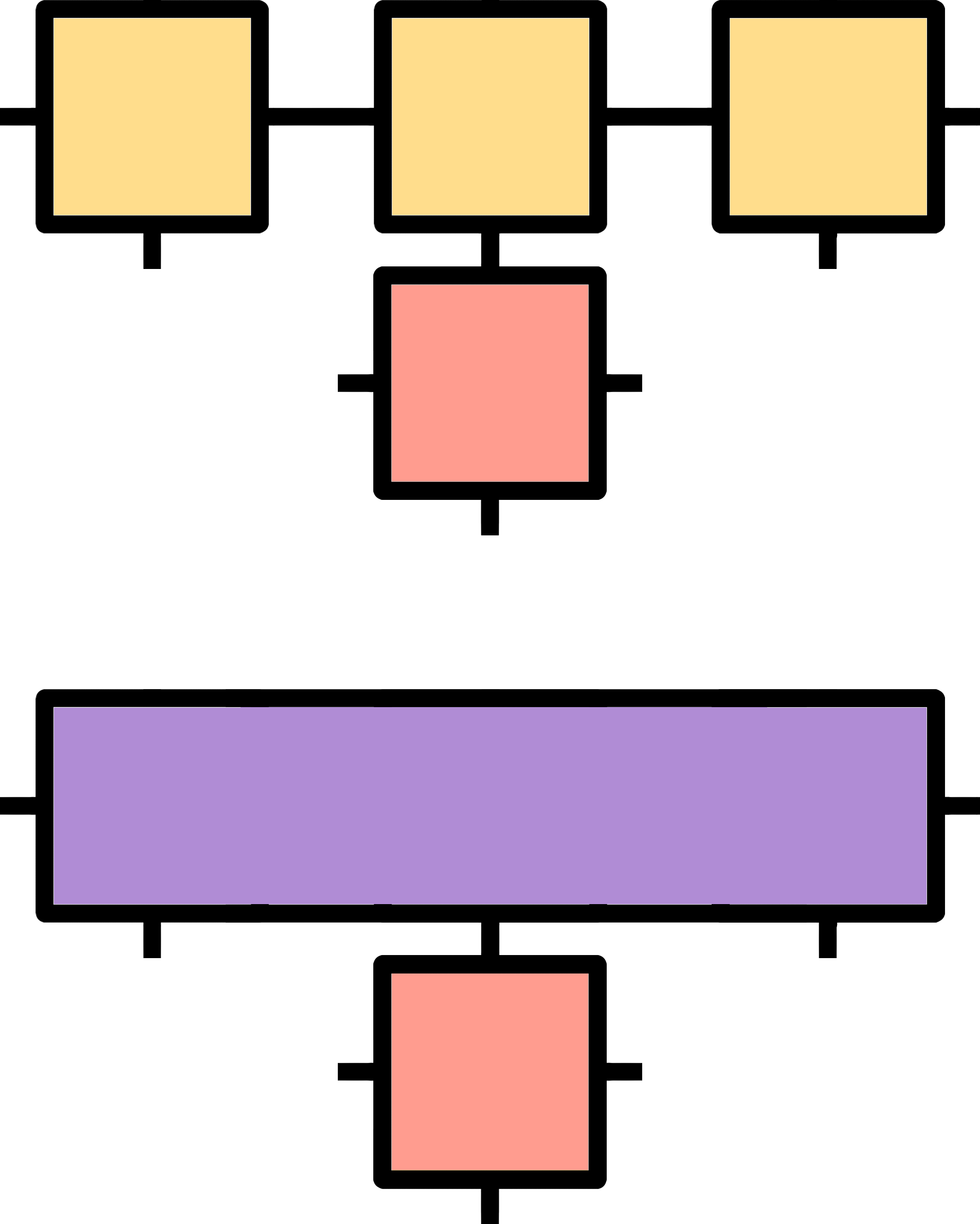
Графічне (діаграматичне) зображення тензорних мереж, що можуть згорнутися до одного тензору сьомого порядку (бачимо схожу структуру та 7 вільних індексів). Тут мається на увазі, що нижня мережа може бути отримана з першої шляхом тензорної згортки (або підсумовування) трьох (жовтих) тензорів порядку три в один (фіолетовий).

Хвильова функція кодується тензорною згорткою мережі окремих тензорів .  Структура окремих тензорів може закладати глобальну симетрію до хвильової функції або обмежувати хвильову функцію конкретними квантовими числами, такими як загальний заряд, момент імпульсу чи спін . Використовуючи математичну структуру тензорної мережі, також можна вивести строгі обмеження для таких величин, як заплутаність і довжина кореляції .  Це робить тензорні мережі корисними в теоретичних дослідженнях квантової інформації в системах багатьох тіл. Вони також виявилися корисними у варіаційних дослідженнях основних станів квантовомеханічних систем, збуджених станів і динаміки сильно корельованих систем багатьох тіл. 

## Позначення діаграмами
Загалом діаграму тензорної мережі (діаграму Пенроуза) можна розглядати як граф, де вершини представляють окремі тензори мережі, а ребра представляють підсумовування за індексом (або згортку мережі). Вільні індекси зображуються як ребра, приєднані лише до однієї вершини, так звані ніжки.  Іноді форма вершини, що зображує тензор має додаткове значення. Наприклад, можна використовувати трапеції для унітарних матриць та тензорів з подібною поведінкою. Таким чином, перевернуті трапеції будуть інтерпретуватися як комплексно спряжені з ними.

## Зв'язок з машинним навчанням
Тензорні мережі стали вживатися для керованого навчання , використовуючи подібність математичної структури у варіаційних дослідженнях квантової механіки та глибокому машинному навчанні . Це поєднання стимулювало співпрацю між дослідниками зі сфер штучного інтелекту та квантової інформатики . У червні 2019 року Google, Інститут теоретичної фізики Perimeter і X (компанія) випустили TensorNetwork,  бібліотеку з відкритим кодом для ефективних тензорних обчислень. 
Основний інтерес до тензорних мереж та їх вивчення з точки зору машинного навчання полягає в зменшенні кількості параметрів для тренування в окремому шарі моделі, шляхом апроксимації тензора високого порядку мережею тензорів нижчих порядків. Використовуючи так звану техніку тензорного ланцюжка,  можна звести тензор порядку N (що містить експоненційно велику кількість параметрів) до ланцюжка з N тензорів порядку 2 або 3, що дає нам поліноміальне число параметрів .

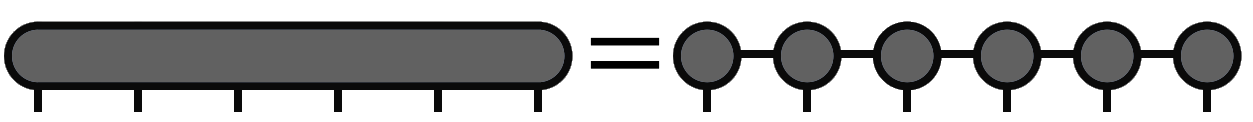
Техніка тензорного ланцюжка

## Дивіться також
- Тензор
- Тензорний скетч
- Тензорні діаграми
- Згортка тензора
- Блок обробки тензорів (TPU)
- Нотація Ейнштейна